# جون ميندورف
جون ميندورف (بالفرنسية: Jean Meyendorff;
بالروسية: Иоа́нн Мейендо́rif؛
17 فبراير 1926 - 22 يوليو 1992) كان لاهوتيًا بارزًا في الكنيسة الأرثوذكسية الأمريكية بالإضافة إلى كونه كاتبًا ومعلمًا. شغل منصب عميد مدرسة القديس فلاديمير اللاهوتية الأرثوذكسية في الولايات المتحدة حتى 30 يونيو 1992.
وقت مبكر من الحياة
ولد ميندورف في نويي سور سين، فرنسا، في طبقة النبلاء الروس المهاجرين باسم إيفان فيوفيلوفيتش ميندورف (Иван Феофилович Мейендорф). كان حفيد البارون الجنرال فيوفيل إيجوروفيتش ميندورف.
أكمل مايندورف تعليمه الثانوي في فرنسا وتعليمه اللاهوتي في معهد القديس سرجيوس اللاهوتي الأرثوذكسي في باريس عام 1949. وفي عام 1948، حصل أيضًا على إجازة في جامعة السوربون، وحصل لاحقًا على دبلوم الدراسات العليا (1949) و دبلوم المدرسة العملية للدراسات العليا (1954). حصل على درجة الدكتوراه في اللاهوت عام 1958 بأطروحة دكتوراه رائدة حول تعاليم القديس غريغوريوس بالاماس.[1]
مهنة لاهوتية
في فرنسا، كان مايندورف أستاذًا مساعدًا لتاريخ الكنيسة في معهد سانت سرجيوس، وزميلًا في المركز الوطني للبحث العلمي.
بعد رسامته كاهنًا في الكنيسة الأرثوذكسية عام 1959، انتقل مايندورف وعائلته إلى الولايات المتحدة. هناك انضم إلى هيئة التدريس في مدرسة القديس فلاديمير، التي كانت تقع أولاً في مدينة نيويورك ثم في كريستوود، يونكرز، نيويورك، كأستاذ لتاريخ الكنيسة وعلم آباء الكنيسة. بالإضافة إلى ذلك، شغل تعيينات مشتركة متتالية كمحاضر في اللاهوت البيزنطي في جامعة هارفارد، دمبارتون أوكس (التي عاد إليها لمدة فصل دراسي كمدير للدراسات بالإنابة في عام 1977)، كأستاذ للتاريخ البيزنطي في جامعة فوردهام (من عام 1967). كان أيضًا أستاذًا مساعدًا في جامعة كولومبيا ومدرسة الاتحاد اللاهوتية، وكلاهما في مدينة نيويورك، وألقى محاضرات على نطاق واسع في الحرم الجامعي وفي المناسبات الكنسية. شغل منصب عميد مدرسة القديس فلاديمير من مارس 1984 حتى يونيو 1992.
كان مايندورف صوتًا رئيسيًا في المجتمع الأرثوذكسي وعمل على إعادة توحيد المجموعات الثلاث المنشقة التي انقسمت إليها الكنيسة الأرثوذكسية الروسية بعد الثورة الروسية. كان له دور فعال في تأسيس الكنيسة الأرثوذكسية في أمريكا ككيان مستقل في عام 1970، وحث مختلف الكنائس الأرثوذكسية في الولايات المتحدة، والتي كانت قائمة على أساس عرقي، على التقرب من بعضها البعض في إيمانها المشترك. كثيرًا ما كان يمثل التقليد الأرثوذكسي في التجمعات المسكونية، مثل جمعية أوبسالا التي عقدها مجلس الكنائس العالمي عام 1968، خلال فترة عمله كرئيس للجنة الإيمان والنظام (1967-1975).[1]
الموت والإرث
أثناء إجازته في منزل العائلة الصيفي في كيبيك بعد استقالته، مرض مايندورف وتم نقله إلى مستشفى سانت ماري في مونتريال. توفي هناك في 22 يوليو نتيجة إصابته بسرطان البنكرياس.[2]
كما قام ابنه بول ميندورف (مواليد 1950) بالتدريس في مدرسة القديس فلاديمير وشغل منصب أستاذ اللاهوت الليتورجي.
تخليدًا لذكرى جون ميندورف، أنشأت جامعة فوردهام كرسي عائلة الأب جون ميندورف وباترسون للدراسات المسيحية الأرثوذكسية،[3] وذلك بفضل المساهمة المقدمة من المحسنين سولون وماريانا